# Эгеберг, Ханс-Хайнрих
Ханс-Хайнрих Эгеберг (дат. Hans-Heinrich Egeberg, 26 апреля 1877 — 1921) — датский борец греко-римского стиля, чемпион мира и Европы.

## Биография
Родился в 1877 году в Копенгагене. В 1902 году выиграл неофициальный чемпионат Европы. На неофициальном чемпионате Европы 1903 года занял 2-е место. В 1907 и 1908 годах становился чемпионом мира. В 1909 году выиграл два неофициальных чемпионата Европы и занял 2-е место на чемпионате мира. В 1910 году выиграл неофициальный чемпионат Европы.